# Петровский (Тюлячинский район)
Петровский — поселок в Тюлячинском районе Татарстана. Входит в состав Узякского сельского поселения.

## География
Находится в северо-западной части Татарстана на расстоянии приблизительно 10 км на юго-восток от районного центра села Тюлячи.

## История
Основан в 1929 году. Относится к населенным пунктам с кряшенским населением.

## Население
Постоянных жителей было: в 1938 году — 221, в 1949—240, в 1958—191, в 1970—165, в 1979—143, в 1989 — 66, 37 в 2002 году (татары 89 %), 29 в 2010.